# Oregon Route 223
Az Oregon Route 223 (OR-223) egy oregoni állami országút, amely észak–déli irányban a 20-as szövetségi út wreni elágazásától Kings Valley-n át a 22-es út rickrealli csomópontjáig halad.
A Ritner-pataki fedett híd volt az utolsó, oregoni országúton található ilyen műtárgy. Az építmény Dallastól 24 km-re délre, a 20-as út kereszteződésétől pedig 16 km-re északra volt. Az 1927-ben felépült hídszerkezetet 1976-ban elbontották, helyette a folyón lejjebb egy betonépítményt emeltek.

## Leírás
A szakasz a 20-as szövetségi országút wreni elágazásától indul északkeleti irányban, majd egy kilométer múlva keresztezi a Marys-folyót. Számos kanyar után a 14. kilométernél Kigs Valleybe érkezik, majd egy északnyugati kitérő után keletre fordulva Pedee következik. A pálya a 34. kilométernél elágazik a 194-es út felé, ahol Monmouth és Independence települések, az ellenkező irányban nyíló mellékúton pedig Bridgeport felé lehet letérni. A 43. kilométernél Dallasba érkezve egy jobbkanyar után észak felé az út két iránya rövid ideig egy saroknyi távolságra fut egymás mellett, az összefonódás után pedig a Willamette-folyón ível át. Az ellendale-i kereszteződésben jobbkanyar után néhány kilométer múlva Fir Villa következik, majd az utolsó település, Rickreall következik; jobbra letérve a közösség, illetve a 99W út érhető el, egyenesen hajtva pedig a 22-es út Salem felé vezető oldalán lehet továbbhaladni.